# Heinrich von Brakel
Heinrich von Brakel (* vor 1200; † nach 1248) war ein Geistlicher in Paderborn, der nach seiner Exkommunikation als bischöflicher und dänischer Vasall im Baltikum lebte.

## Leben

### In Paderborn
Heinrich gehörte der ursprünglich edelfreien Familie der Edelherren von Gehrden bzw. der nachmaligen Herren von Brakel an, die späterhin in den Ministerialenstand abstiegen und dem Stift Corvey, den Bischöfen von Paderborn oder dem Stift Heerse dienten. Seine Familie hatte die Stadt Brakel zum Lehen und zahlreiche niederadlige Geschlechter als Aftervasallen. Die Eltern Heinrichs waren Werner III. von Brack, urkundlich genannt in den Jahren 1146 bis 1203 und vermutlich dessen zweite Ehefrau, Fredegundis, welche wohl dem Geschlecht der Grafen von Schwarzfeld–Lutterberg angehörte. Einer seiner jüngeren Brüder war der Bischof von Hildesheim, Johann I. von Brakel († 1260).
Ab dem Jahr 1209 ist Heinrichs Existenz urkundlich belegt als Domherr von Paderborn, einer Stellung, in der er bis vor dem 6. November 1213 genannt wurde. In diese Zeit fällt der Livlandkreuzzug von 1211, an dem die Bischöfe Bernhard III. von Paderborn und Albert von Riga sowie Bernhard von der Lippe, der nachmalige Bischof von Semgallen teilnahmen. Bis vor dem 27. Juni 1223 wurde Heinrich als Propst am Busdorf-Stift in Paderborn genannt. Hier trat er im Winter 1220/21 als Urkundenzeuge mit Albert von Riga bei der Bestätigung der Gründung eines Pilgerhospitals in Paderborn auf. Nach dem Tod Bernhards III. von Paderborn stellte er sich zur Bischofswahl und wurde am 27. Juni 1223 strittig gewählt. Bischof Siegfried II. von Mainz bestätigte ihm die Wahl und König Heinrich VII. stattete ihn mit den Regalien aus. Der bei der Wahl übergangene Wunschkandidat der Kurie und nachmalige Paderborner Bischof Thomas Olivier focht die Wahl an. Mehrere Kommissionen befassten sich mit der Angelegenheit und endeten schließlich nach einigem Hin und Her um den Jahreswechsel 1224/25 mit der Amtsenthebung Heinrichs und seiner Exkommunikation als auch der seiner Anhänger. Am 7. April 1225 bestätigte Papst Honorius III. nachträglich die Amtsenthebung und Exkommunikation Heinrichs als auch die Einsetzung Thomas Oliviers als Bischof von Paderborn.
Heinrich von Brackel wurde danach nicht mehr in westfälischen Urkunden genannt.

### Im Baltikum
Zur Überwindung seiner Exkommunikation und zur Entlastung seiner Anhänger begab sich Heinrich als Kreuzfahrer nach Livland. Bereits am 22. April 1225 trat er als Urkundenzeuge für Albert von Riga auf, den er bereits aus seiner Paderborner Zeit kannte. Im Januar 1227 fand ein Heerzug gegen Ösel statt, an dem Heinrich sehr wahrscheinlich beteiligt war. Denn nach dieser Kampagne traten neben den Uexküll auch Heinrich von Brackel erstmals als Lehnsnehmer des Bischofs Gottfried von Ösel auf. Außerdem ist anzunehmen, dass er in den 20er Jahren bereits mit Udenküll belehnt war, das bis zu Beginn des 15. Jahrhunderts bei seiner Familie blieb. Als Vasall Ösels zeugte Heinrich erneut am 26. Juli 1229 und im Jahr 1241. Im Jahre 1238 trat Heinrich als dänischer Vasall in Wierland urkundlich in Erscheinung. Zu dieser Zeit war er Herr der Dörfer Kantküll, welches noch im 16. Jahrhundert bei seiner Familie war, und Raudlep, sowie der Hoflage Katkotaga, welche sämtlich im Kirchspiel St. Jakobi lagen. 1248 wurde er als Heinricus de Bracle zuletzt urkundlich genannt. Bei dieser Gelegenheit war er Vasall und Urkundenzeuge des Bischofs von Dorpat.
Autor Peter von Brackel vermutet, dass Heinrich von Brakel Stifter des baltischen Adelsgeschlechts von Brackel ist. In Siegfried von Brackel, 1271 Hauptmann und damit Statthalter des dänischen Königs in Reval, sieht Peter von Brackel einen mutmaßlichen Sohn Heinrichs. Ernst Heinrich Kneschke dagegen hatte schon 1855 berichtet, dass das Geschlecht derer von Brackel seinen Ursprung in Dortmund-Brackel haben soll, wo der Deutsche Orden die Kommende Brackel unterhielt.